# 7918 Berrilli
7918 Berrilli este un asteroid din centura principală de asteroizi.

## Descriere
7918 Berrilli este un asteroid din centura principală de asteroizi. A fost descoperit pe 2 martie 1981 la Siding Spring de Schelte J. Bus. Asteroidul prezintă o orbită caracterizată de o semiaxă mare de 2,45 ua, o excentricitate de 0,22 și o înclinație de 5,9° în raport cu ecliptica.